# Iban Iriondo
Iban Iriondo Uranga (Zumaya, Guipúzcoa, 1 de mayo de 1984) es un exciclista español.

## Trayectoria
Debutó como profesional en 2006 en el equipo Euskaltel-Euskadi, de categoría ProTour. Tras dos temporadas en el conjunto naranja dejó el ciclismo en 2007. Según Miguel Madariaga se debió a que sus analíticas eran muy bajas y la UCI había llegado a advertirles de que no debía competir por su anemia.
Tras su retirada pasó a trabajar como ingeniero. En 2011 debutó como director deportivo en el campo aficionado, formando un tándem junto al también exciclista Gorka González al frente del Zarauztarra-Construcciones Galiano.

## Palmarés
No obtuvo victorias en el campo profesional.

## Equipos
- Euskaltel-Euskadi (2006-2007)